# Raekwon
Ко́рі Квонтре́лл Вудз (англ. Corey Quontrell Woods; нар. 12 січня, 1970, Бруклін, Нью-Йорк, США), більш відомий під сценічним псевдонімом Raekwon (укр. Рейквон) — американський репер і учасник мультиплатинового хардкор-реп гурту Wu-Tang Clan. Його альбом Only Built 4 Cuban Linx… вважають одним з найкращих сольних альбомів учасників Wu-Tang Clan, і це один з найкращих та найвпливовіших альбомів хіп-хопу 1990-их. За ці роки Raekwon став відомим тим, що залишився вірним своїм нью-йоркським вуличним фанам. 
Лідер Wu-Tang Clan, RZA, пояснив, що Raekwon також має прізвисько «Chef» («кухар») завдяки його досвіду в галузі громадського харчування. Він був відомий приготуванням дійсно смачної риби. Примітно, що слово «chef» на вуличному слензі застосовується до людей, які готують наркотики, а слово «fish» («риба») має стосунок до кокаїну. Термін «fishscale» («риб'яча луска») позначає чисту форму кокаїну, ще один з учасників клану, Ghostface Killah, має відповідний однойменний альбом. Raekwon також є вегетаріанцем та мусульманином.

## Біографія
Рейквон народився в Браунсвіллі, Бруклін, де його виховувала мати в ранньому дитинстві. Його батько був наркоманом. Раеквон зустрів свого батька лише один раз, коли йому було шість років. З цієї нагоди батько привів його на зустріч з бабусею по батьковій лінії (теж уперше), а потім вислизнув із квартири. Раеквон переїхав зі своєю матір'ю на Стейтен-Айленд після того, як його матір пограбували. Вони жили в Парк-Хіллі на той час, коли Рейквон був підлітком.

## Кар'єра
Він приєднався до Wu-Tang Clan і взяв участь в створенні класичному альбому Enter the Wu-Tang (36 Chambers). Пізніше підписав сольну угоду з лейблом Loud Records і, працюючи з Ghostface Killah, випустив перший сольний альбом, Only Built 4 Cuban Linx… (спочатку названим Only Built 4 Cuban Linx Niggaz). Також вона відома як  «The Purple Tape», тому що оригінальна пластмаса касет була повністю фіолетовою.
Raekwon брав участь у альбомі Wu-Tang Forever з рештою учасників гурту, а потім випустив 2-й сольний альбом Immobilarity у 1999 році. Багато шанувальників не підтримували рішення репера використовувати недосвідчених продюсерів, а не продюсерів Wu-Tang Clan, хоч альбом став успішним. Raekwon також брав участь в альбомах Ghostface Killah Ironman і Supreme Clientele, також Raekwon показує себе на висококласних синглах Fat Joe («John Blaze»), і Outkast («Skew It On The Bar-B»). Raekwon також зробив запис на наступних альбомах Wu-Tang Clan The W (2000) та Iron Flag (2001). Його новий альбом The Lex Diamond Story був випущений 13 грудня 2003 року на лейблі Universal, отримав неоднозначні оцінки (теплі критичні огляди та негативні публічні оцінки). Raekwon скаржився на брак заохочення і заприсягся, що майбутні пісні не будуть переносити ту саму долю. Творчий успіх Raekwon дав йому шанс потрапити до бізнесу, стати власником власного лейблу та розпочати створення його власної хіп-хоп команди Ice Water Inc.

## Дискографія

### Студійні альбоми
- Only Built 4 Cuban Linx... (1995)
- Immobilarity (1999)
- The Lex Diamond Story (2003)
- Only Built 4 Cuban Linx... Pt. II (2009)
- Shaolin vs. Wu-Tang (2011)
- Fly International Luxurious Art (2015)
- The Wild (2017)
- Scarlet Fever (2022)
- Only Built 4 Cuban Linx... Pt. III (TBA)

### Спільні альбоми
- Wu-Massacre (разом з Method Man & Ghostface Killah) (2010)

### Збірки пісень
| Назва                                        | Дата випуску |
| -------------------------------------------- | ------------ |
| Only Built 4 The Streets                     | 2003         |
| Heron Only                                   | 2006         |
| R.A.G.U. (Rae and Ghost United)              | 2006         |
| The Vatican Mixtape Vol. 1                   | 2007         |
| The Vatican Mixtape Vol. 2: The DaVinci Code | 2007         |
| The Vatican Mixtape Vol. 3: House Of Wax     | 2007         |

### Сингли і EP
- 1994 «Heaven & Hell» (при участі Ghostface Killah)
- 1995 «Ice Cream» (при участі Ghostface Killah, Method Man, і Cappadonna) b/w «Incarcerated Scarfaces»
- 1995 «Criminology» (при участі Ghostface Killah) b/w «Glaciers of Ice» (при участі Ghostface Killah, Masta Killa і Blue Raspberry)
- 1996 «Rainy Dayz» (при участі Ghostface Killah і Blue Raspberry) b/w «Rainy Dayz (Remix)»
- 1999 «Live From New York»
- 1999 «100 Rounds»
- 2003 «The Hood» (при участі Tiffany Villarreal)
- 2003 «Clientelle Kids» (при участі Fat Joe і Ghostface Killah)
- 2004 «Planet of the Apes»
- 2006 «State of Grace»
- 2006 «Cuban Chronicles»
- 2007 «My Corner»